# Bermuda International 1966
Die Bermuda International 1966 fanden in Hamilton statt. Es war die dritte Austragung dieser internationalen Titelkämpfe der Bermudas im Badminton.

## Titelträger
| Disziplin    | Sieger                       |
| ------------ | ---------------------------- |
| Herreneinzel | Barry Richardson             |
| Dameneinzel  | Lilian Moran                 |
| Herrendoppel | Bill Breeze Barry Richardson |
| Damendoppel  | Lilian Moran Maureen Birse   |
| Mixed        | Barry Richardson Jean Manton |